# ديزموند كونيل
ديزموند كونيل (بالإنجليزية: Desmond Connell)‏ هو كاهن كاثوليكي أيرلندي، ولد في 24 مارس 1926 في دبلن في جمهورية أيرلندا، وتوفي بنفس المكان في 21 فبراير 2017.